# Politische Geschichte der Christen im Orient
Die Christianisierung des Orients und Europas erfolgte durch die Verkündigung des christlichen Glaubens durch die Apostel Jesu Christi sowie frühchristliche Missionare in den verschiedenen Regionen. Die Gläubigen der neuen Religionsgemeinschaft wurden zuerst in Antiochien als Christen (Χριστιανοί) bezeichnet. Viele Christen wurden lange Zeit von den Herrschern in den verschiedenen Regionen verfolgt (siehe auch Christenverfolgung). Zeitweise  wurde ihr Glaube von den Herrschern toleriert, oder die Christen unterstanden dem Schutz einiger Herrscher. 301 wurde der Christliche Glaube erstmals in der Geschichte in Armenien durch Trdat III. (280–330) zur Staatsreligion erhoben, 325 in Aksum (Äthiopien) durch König Ezana, 327 in Georgien; während Konstantin I. (280 bis 337) im Römischen Reich als der erste Kaiser gilt, der im Namen Christi regierte.
In den folgenden Jahrhunderten war der größte Teil des Orients und Nordafrikas christianisiert. Einige der Herrschaftsgebiete wurden von Christen regiert. Charakteristisch für die christliche Herrschaft ist das Nebeneinander von weltlicher und geistlicher „Gewalt“, die beide als „von Gottes Gnaden“ verliehen gelten und theoretisch in „Symphonie“ ausgeübt werden sollen. De facto kam es darüber nicht selten zum Konflikt.
Unter dem Islam wurde den Christengemeinden Autonomie in inneren Angelegenheiten zugestanden. Damit wuchs den kirchlichen Oberhäuptern auch eine „weltliche Gewalt“ über die Angehörigen ihrer Kirchen zu. Mitbestimmungsforderungen der Laien führt in der Neuzeit wiederholt zu innerkirchlichen Auseinandersetzungen (z. B. bei Armeniern und Kopten).

## Byzanz
Das Byzantinische Reich entstand durch die Teilung des Römischen Reiches in das west- und das oströmische Reich. Die Hauptstadt des Ostreiches wurde unter Konstantin dem Großen Byzanz (heute Istanbul). Das Byzantinische Reich war bis zu seinem Untergang durchgängig von christlichen Herrschern geführt. Das Reich bestand bis zur Eroberung Konstantinopels durch die Osmanen im Jahre 1453. Danach lebten die Christen (Byzantiner) als Schutzbefohlene (Dhimma) im Osmanischen Reich. Dieser Status war mit einer im Verhältnis zu den Muslimen minderen Rechtsposition und der Zahlung einer Sondersteuer (Dschizya) verbunden.

## Unter muslimischer Herrschaft
Durch die islamische Expansion und Eroberung gerieten große Teile des Nahen Ostens unter muslimische Herrschaft. Die Christen waren in diesen Staaten anfangs sogar in der Mehrheit aber durch das islamischem Recht Dhimma quasi Schutzbefohlene, d. h. Bürger mit geringeren Rechten als die Muslime. Die Einführung der Steuer für Nichtmuslime führte dazu, dass Christen und anderen Nichtmuslime zum Islam konvertierten.
Die muslimische Herrschaft im Nahen Osten änderte sich mehrmals (Umayyaden, Abbasiden, Seldschuken, Sarazenen, Mameluken, Fatimiden, Osmanen). Die häufigen Herrschaftswechsel zwischen den muslimischen Herrschern erhöhten den Druck auf die Minderheiten, zum Islam zu konvertieren. Es gab in der Geschichte der muslimischen Herrschaft mehrere Pogrome gegen Christen.
Einzelne Gebiete in der Region, in denen Christen lebten, wie die Ghassaniden, Maroniten, Nubier, Aramäer usw., waren lange Zeit christliche Enklaven, die von Christen autonom verwaltet wurden. Diese Enklaven lagen innerhalb des umliegenden, großen muslimischen Gebiets.

## Kreuzfahrerstaaten und Protektorate
Eine vorübergehende Veränderung der Herrschaft im Orient erfolgte zeitweise durch die Kreuzzüge (11. bis 13. Jahrhundert und die Protektorate im 20. Jahrhundert). Durch die Kreuzzüge wurden mehrere Kreuzfahrerstaaten (Grafschaft Edessa von 1098 bis 1144 und Grafschaft Tripolis von 1151 bis 1289, Königreich Jerusalem, und das Fürstentum Antiochia) gegründet, die unter christlicher Führung, meist westeuropäischer Herkunft, standen. Diese Kreuzfahrerstaaten existierten von 1098 bis 1289 n. Chr. Ein weiterer christlicher Staat am Rande der Kreuzzüge war das Königreich Kleinarmenien, das sich 300 Jahre hielt.
Christen wurden von muslimischen Herrschern bevorzugt als Finanzbeamte, Schatzmeister oder Finanzminister (z. B. der Sohn von Gabriel ibn Bochtischu) eingesetzt. Hierfür gab es mehrfache Gründe. Zu den praktischen Gründen gehört die schwache Position der Christen als Minderheit, die sich bei Untreue in Gefahr begeben, zudem waren viele Christen gut ausgebildet. Das Bankenwesen im Nahen Osten wurde zuerst von den Christen aufgebaut. Ein prinzipieller Grund mag aber auch die islamische Regel sein, welche den Muslimen untersagt einen Zins zu erwirtschaften.

## Neuzeit
Durch den Zerfall des Osmanischen Reiches im 19. Jahrhundert übernahmen die westlichen Staaten Frankreich und Großbritannien nahöstliche Protektorate im Gebiet des heutigen Libanon, Syrien, Palästina, Irak, Jordanien und Kuweit. Mit der Schaffung des Staates Libanon wurden orientalischen Christen in der Staatsführung sowie in der Exekutive, der Legislative und der Judikative, in der politischen Praxis einige Ämter vorbehalten. So ist der libanesische Staatspräsident ein Maronit sowie der stellvertretende Ministerpräsident ein orthodoxer Christ. Die Ministerportfolien sowie die Parlamentssitze im Libanon sind nach einem konfessionellen Schlüssel zu besetzen. In Palästina, Syrien, Jordanien, Irak und Ägypten gibt es einige Christen im Parlament sowie in der Regel einen christlichen Minister in den jeweiligen Regierungen. Aber es gibt im Nahen Osten zurzeit keinen Staat, der allein von Politikern christlicher Konfessionen geführt wird.